# Цясна (гміна)
Гміна Цясна (пол. Gmina Ciasna) — сільська гміна у південній Польщі. Належить до Люблінецького повіту Сілезького воєводства.
Станом на 31 грудня 2011 у гміні проживало 7798 осіб.

## Територія
Згідно з даними за 2007 рік площа гміни становила 134.17 км², у тому числі:
- орні землі: 51.00%
- ліси: 40.00%

Таким чином, площа гміни становить 16.32% площі повіту.

## Населення
Станом на 31 грудня 2011:
| Опис     | Загалом | Загалом | Чоловіки | Чоловіки | Жінки | Жінки |
| -------- | ------- | ------- | -------- | -------- | ----- | ----- |
| одиниця  | осіб    | %       | осіб     | %        | осіб  | %     |
| все      | 7798    | 100     | 3839     | 49.23    | 3959  | 50.77 |
| міське   | 0       | 100     | 0        |          | 0     |       |
| сільське | 7798    | 100     | 3839     | 49.23    | 3959  | 50.77 |

## Сусідні гміни
Гміна Цясна межує з такими гмінами: Герби, Добродзень, Кохановіце, Олесно, Павонкув, Пшистайнь.